# Carl Swoboda
Carl Swoboda (* 1. Juli 1896 in Schirgiswalde; † 4. August 1978) war ein deutscher Volkskundler und Denkmalpfleger aus der sächsischen Oberlausitz.

## Leben
Carl Swoboda war der Sohn eines Kaufmannes aus Schirgiswalde. Bereits im Alter von fünf Jahren verlor er seine Mutter. Im Ersten Weltkrieg wurde er als Soldat eingezogen, wo er eine schwere Verwundung erlitt. Zurückgekehrt nach Schirgiswalde begann er sich für die Geschichte seiner Heimatstadt zu interessieren, die viele Besonderheiten besaß, da sie bis 1809 zum Königreich Böhmen gehörte und im Anschluss daran bis 1845 eine freie Republik war.
1922 gehörte Carl Swoboda zu den Mitbegründern der Gesellschaft für Geschichte der Oberlausitz. Bereits im folgenden Jahr gründete er mit großen persönlichen Zuschüssen ein Heimatmuseum in Schirgiswalde, das noch heute besteht und seinen Namen trägt. Er leitete das Museum bis zu seinem Tode und war maßgeblich an dessen weiterem Aufbau beteiligt.
Nach dem Zweiten Weltkrieg gehörte Carl Swoboda zu den Aktivisten der ersten Stunde in Schirgiswalde. In dieser Zeit gründete er zusammen mit Gleichgesinnten eine Ortsgruppe des Kulturbundes zur demokratischen Erneuerung Deutschlands. Er wurde stellvertretender Vorsitzender dieser Ortsgruppe. 1946 folgte dann die Gründung des Arbeitskreises für Geschichte der Oberlausitz, der ebenfalls im Kulturbund der späteren DDR beheimatet war.
Carl Swoboda setzte sich aktiv für den Denkmal- und Naturschutz in seiner Heimat ein. Seine Verdienste sind u. a. die Erhaltung der Laubenhäuser am Marktplatz in Schirgiswalde, die Bewahrung und Erforschung der historischen Bildtapeten im St.-Pius-Haus in Schirgiswalde oder die Erforschung der dortigen Volksbräuche. In der Weihnachtszeit widmete er sich der Erforschung der heimischen Krippenkunst und auch das Feiern der Schirgiswalder Fastnacht lag ihm am Herzen. Er hielt unzählige Vorträge und publizierte seine Forschungsergebnisse in regionalen Zeitungen und Zeitschriften, so zum Beispiel über den sorbischen Bildhauer Jakub Delenka.